# John Daly (rugby)
Pour les articles homonymes, voir John Daly et Daly.
Pas d'image ? Cliquez ici

a Compétitions nationales et continentales officielles uniquement.

b Matchs officiels uniquement.
John Christopher Daly, né le 12 décembre 1917 à Queenstown et mort le 10 novembre 1988 à Chertsey, est un joueur de rugby à XV et de rugby à XIII qui a joué avec l'équipe d'Irlande de rugby à XV de 1947 à 1948, évoluant au poste de pilier, puis pour l'équipe de l'Empire britannique des Autres Nationalités en XIII.

## Biographie
John Daly obtient sa première cape internationale le 25 janvier 1947 avec l'équipe d'Irlande, à l'occasion d'un match du Tournoi contre l'équipe de France. Son dernier match eut lieu le 13 mars 1948 contre les Gallois. Il totalise sept sélections nationales. Il fait partie de l'équipe irlandaise qui réalise le Grand Chelem en 1948.

## Palmarès
- Vainqueur du Tournoi des Cinq Nations en 1947 (Grand Chelem)

## Statistiques en équipe nationale
- 7 sélections
- 3 points (1 essai)
- Sélections par année : 4 en 1947, 3 en 1948
- Tournoi des Cinq Nations disputé : 1947